# Daniele Greco
Daniele Greco (* 1. března 1989) je italský atlet, trojskokan.
Při svém prvním startu na mezinárodní soutěži v kategorii dospělých na halovém mistrovství světa v Istanbulu v roce 2012 obsadil v trojskoku páté místo. V létě téhož roku na olympiádě v Londýně skončil v soutěži trojskokanů čtvrtý. Zatím největším úspěchem je pro něj titul halového mistra Evropy v této disciplíně z Göteborgu v roce 2013.